# Accès à distance
En informatique, l'accès à distance, la commande à distance ou encore le contrôle à distance sont des méthodes qui permettent, depuis un ordinateur éloigné et sans limite théorique de distance, de prendre le contrôle d'un autre ordinateur en affichant l'écran de celui-ci et en manipulant les fonctions d'un périphérique d'entrée comme un clavier. Cet accès peut être effectué vers des postes de travail ou des serveurs informatique en fonction des possibilités du logiciel utilisé.
Un avantage de ces solutions à distance est qu'elles permettent au débutant en informatique de vivre l'expérience en temps réel : il voit et vit en direct sur son propre écran ce que fait un technicien distant comme si ce dernier était à ses côtés.
L'accès à distance est une évolution importante dans l'informatique : les utilisateurs peuvent être dépannés facilement et rapidement sans déplacement géographique d'un technicien. Selon Sun Microsystems, 80 % des problèmes informatiques rencontrés aujourd'hui peuvent être résolus avec cette méthode[réf. souhaitée].

## Mode d'affichage
Deux modes d'affichage du poste distant sont actuellement possible : le mode texte, qui affiche l'interface distante en ligne de commande, souvent appelé par abus de langage terminal distant et le mode graphique qui est appelé bureau à distance.

## Fonctionnement
La prise en main à distance a principalement vu le jour avec l'amélioration des connexions Internet et l'apparition du Haut-débit dans les foyers.
Son fonctionnement est relativement complexe mais arrive aujourd'hui à maturité, notamment grâce aux solutions d'éditeurs, robustes, sécurisées et fiables.
- L'utilisateur et le technicien se connectent à Internet.
- Un petit logiciel s'exécute, et éventuellement chiffre, puis transmet une image du bureau de l'utilisateur au technicien.
- Le technicien voit alors exactement l'écran de l'utilisateur.
- À chaque opération d'un côté ou de l'autre – clic, ouverture de dossier ou de programme, etc – l'image se met à jour.

Pour se dérouler dans les meilleures conditions, une session d'assistance à distance doit mettre en œuvre un logiciel adéquat et une connexion d'un débit suffisant : l'Accès à internet à haut débit, par exemple l'ADSL, est préférable. En effet, lors de l'usage habituel de l'Internet, c'est le débit « descendant », c'est-à-dire la vitesse de transfert des données vers l'ordinateur de l'utilisateur, qui conditionnera la vitesse de travail de ce dernier. Alors qu'ici c'est le débit « montant » qui sera le plus utile, de l'ordinateur de la personne dépannée vers l'Internet.

## Utilisations
- Enseignement et formation en ligne à distance.
- Aide aux utilisateurs : prise en main à distance, assistance.
- Contrôle d'ordinateurs n'ayant aucun écran ni clavier ni souris connectée ; par exemple un serveur informatique.
- Administration de réseaux informatique locaux d'entreprise ; par exemple un Intranet.
- Accès distant (dit bureau à distance) : connexion à son ordinateur personnel afin de récupérer des données personnelles.

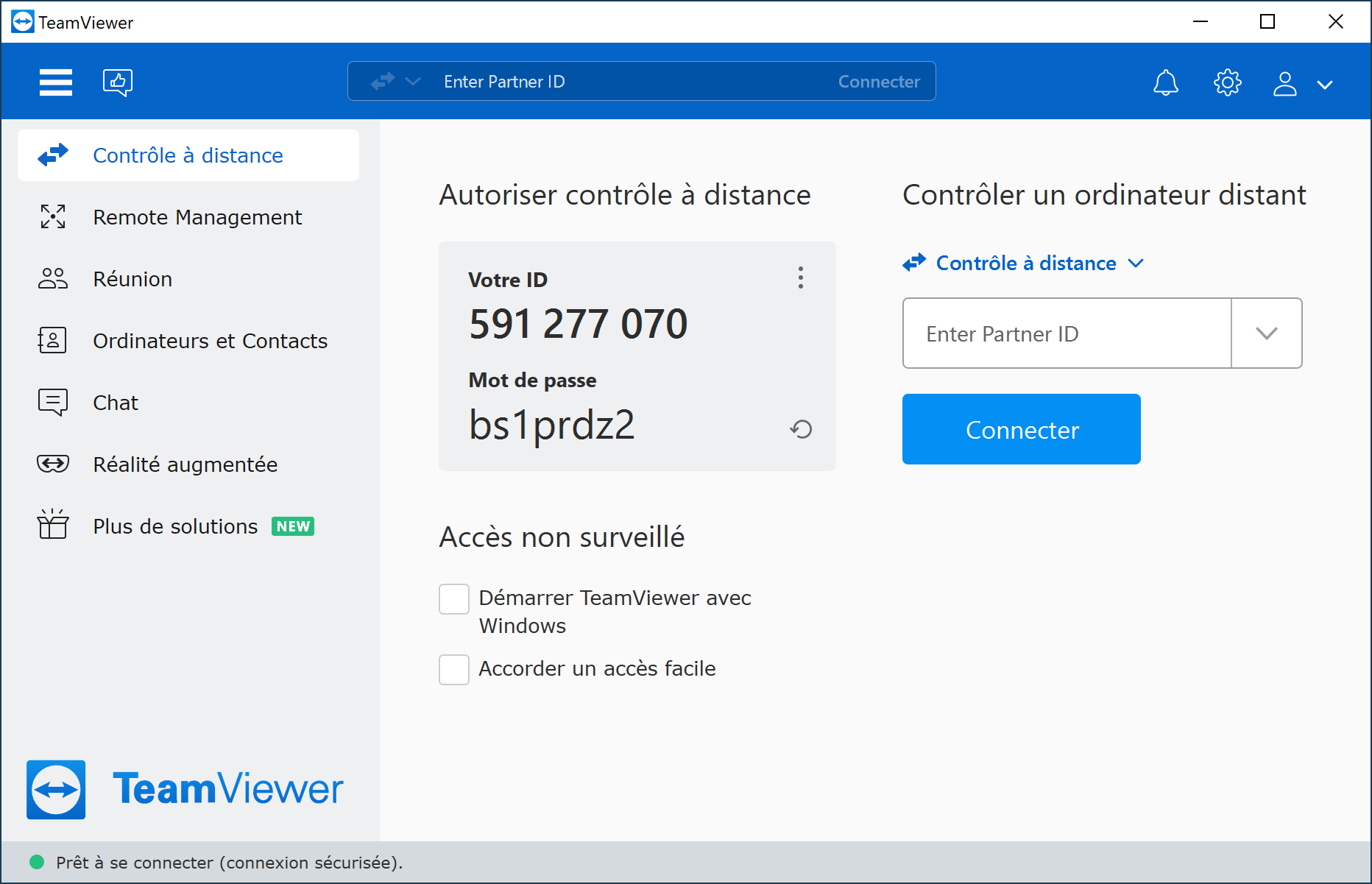
TeamViewer.

## Exemples de logiciels
- AnyDesk,
- Bomgar (en)[2],
- GoToMyPC (en) de Citrix Systems,
- Fastviewer,
- LogMeIn[3],
- Mikogo[4],
- Neossia[5], Netop de Danware,
- pcAnywhere (en) de Symantec,
- RealVNC[6],[7],
- RustDesk,
- SparkAngels[8],
- TeamViewer[9],
- TightVNC[7],
- UltraVNC[7].
- NoMachine NX[10]
- X2Go [11]
- NinjaOne[12].

## Outil d'administration à distance
Un outil d'administration à distance, plus connu sous son nom anglais Remote administration tool ou son abréviation RAT, est un logiciel informatique permettant la prise de contrôle à distance d'un ordinateur,,.
Le RAT n'est pas forcément un logiciel malveillant,,. C'est un programme tout à fait légitime lorsqu'il est utilisé pour assurer la gestion à distance d'un serveur ou le dépannage à distance d'un ordinateur personnel,. Mais un RAT peut aussi être utilisé à des fins malveillantes, lorsqu'il est exploité par un pirate pour se connecter sur un ordinateur à l'insu de son propriétaire,,.

### Exemples de logiciels RAT notables
- Back Orifice développé par Cult of the Dead Cow
- Bihrat développé par GenOcyD
- PanicRAT développé par Dr.CoreI7
- Pegasus RAT utilisé pour l'espionnage.